# Elecciones federales de México de 2009 en Baja California
Las elecciones federales de 2009 en Baja California se llevaron a cabo el domingo 5 de julio de 2009 y en ellas fueron renovados los titulares de los siguientes cargos de elección popular del estado mexicano de Baja California:
- Diputados Federales de Baja California: 8 Electos por mayoría relativa elegidos en cada uno de los Distritos electorales, mientras otros son elegidos mediante representación proporcional.

8 partidos políticos nacionales tendrán la posibilidad de registrar candidatos, de manera individual, formando coaliciones electorales entre dos o más partidos, o registrando candidaturas comunes, es decir registrar a un mismo candidato aunque cada partido compita de manera independiente.

## Resultados electorales
| Distrito      |        |        |       |        |       |       |        |       |
| Distrito I    | 37,231 | 21,656 | 4,289 | 6,259  | 1,139 | 785   | 11,442 | 705   |
| Distrito II   | 36,737 | 27,260 | 4,547 | 7,291  | 1,399 | 728   | 4,980  | 1,209 |
| Distrito III  | 31,553 | 23,891 | 6,718 | 8,009  | 3,912 | 1,256 | 4,507  | 984   |
| Distrito IV   | 28,391 | 16,899 | 4,324 | 10,671 | 2,461 | 892   | 10,940 | 770   |
| Distrito V    | 35,385 | 19,882 | 5,890 | 11,625 | 1,602 | 1,147 | 4,164  | 1,031 |
| Distrito VI   | 35,112 | 25,319 | 4,205 | 14,297 | 1,883 | 1,465 | 6,384  | 914   |
| Distrito VII  | 33,269 | 24,548 | 7,358 | 8,843  | 3,296 | 1,187 | 3,614  | 1,149 |
| Distrito VIII | 32,297 | 24,364 | 5,371 | 13,357 | 2,224 | 1,680 | 4,436  | 1,312 |